# Joe Cooke
Joseph "Joe" Cooke jr. (Toledo, Ohio, 14 de agosto de 1948 -Dallas, Texas, 12 de noviembre de 2006) fue un jugador de baloncesto estadounidense que disputó una temporada en la NBA. Con 1,91 metros de estatura, lo hacía en la posición de base.

## Trayectoria deportiva

### Universidad
Jugó durante tres temporadas con los Hoosiers de la Universidad de Indiana, en las que promedió 18,3 puntos y 6,8 rebotes por partido, siendo el máximo anotador del equipo en las dos últimas, promediando 21, 8 y 22,3 puntos por partido, respectivamente, pero en la última de ellas fue declarado no elegible para jugar en el segundo semestre por motivos académicos, disputando tan sólo 12 partidos ese año. En 1969 fue incluido en el segundo mejor quinteto de la Big Ten Conference.

### Profesional
Fue elegido en la nonagésimo cuarta posición del Draft de la NBA de 1970 por Cleveland Cavaliers, con los que disputó una temporada como tercer base del equipo, por detrás de Bingo Smith y de Bobby Lewis, y en la que promedió 4,3 puntos, 1,6 rebotes y 1,3 asistencias por partido. Formó parte del equipo en su debut en la liga, retirándose al término de la temporada a causa de problemas en sus rodillas.

## Estadísticas de su carrera en la NBA

### Temporada regular
| Temporada | Edad | Equipo              | Liga | P  | TIT | MIN | TC  | TCA | %TC  | 3P | 3PA | %3P | TL  | TLA | %TL  | R.OF. | R.DEF. | REB | ASIS | ROB | TAP | PER | FP  | PTS |
| 1970-71   | 22   | Cleveland Cavaliers | NBA  | 73 |     | 9.9 | 1.8 | 4.7 | .393 |    |     |     | 0.7 | 0.8 | .814 |       |        | 1.6 | 1.3  |     |     |     | 1.8 | 4.3 |
| Total     |      |                     | NBA  | 73 |     | 9.9 | 1.8 | 4.7 | .393 |    |     |     | 0.7 | 0.8 | .814 |       |        | 1.6 | 1.3  |     |     |     | 1.8 | 4.3 |